# Sant Vicenç de Reiners
L'església de Sant Vicenç de Reiners és l'església parroquial del poble de Reiners, de la comuna del mateix nom, a la comarca del Vallespir (Catalunya del Nord).
Està situada al bell mig del terme de Reiners, en el petit nucli disseminat del poble cap de la comuna.
Es té notícia de Sant Vicenç de Reiners des del 1027, quan els comtes de Besalú Guillem i Adelaida cedeixen l'església de Sant Vicenç in locum Reinensis amb els seus alous a la canònica de Besalú. L'església de Reiners fou fins al segle xviii sufragània de Sant Pere de Ceret. L'església actual es reconstruí entre 1698 i 1712, i l'església anterior, possiblement romànica, és del tot desapareguda, almenys pel que es veu fins ara (l'arrebossament de les parets impedeix veure si queden elements romànics amagats sota la capa d'arrebossat. Des del 1725 Sant Vicenç de Reiners té el caràcter d'església parroquial.
És una església d'una sola nau coberta amb volta de llunetes sobre arcs torals de mig punt. La capçalera és rectangular, amb el mur de llevant corbat. Al nord hi ha afegida una torre campanar de planta quadrada, amb un pis amb arcs fets de rajoles. L'edifici és arrebossat i pintat amb calç, cosa que amaga la construcció de les parets de sota. A la façana oest, a la dovella de la porta, hi consten els anys 1727 i 1878. Hi ha un retaula barroc a l'altar major que la tradició el fa procedent de Sant Pere de Ceret.